# Шварцах бај Набург
Шварцах бај Набург (њем. Schwarzach bei Nabburg) општина је у њемачкој савезној држави Баварска. Једно је од 33 општинска средишта округа Швандорф. Према процјени из 2010. у општини је живјело 1.522 становника. Посједује регионалну шифру (AGS) 9376162.

## Географски и демографски подаци
Шварцах бај Набург се налази у савезној држави Баварска у округу Швандорф. Општина се налази на надморској висини од 386 метара. Површина општине износи 27,4 km². У самом мјесту је, према процјени из 2010. године, живјело 1.522 становника. Просјечна густина становништва износи 56 становника/km².